# Studenter för Sarajevo
Studenter för Sarajevo var ett europeiskt nätverk som under Bosnienkriget arbetade för att stödja högskolestudenter i det belägrade Sarajevo moraliskt och materiellt. Nätverket startade i Frankrike och spreds till flera svenska universitet. Studenter för Sarajevo fanns vid bland annat Stockholms universitet, Karolinska Institutet, Göteborgs universitet och Umeå universitet. Nätverket fick 1993 motta Olof Palmepriset med motiveringen att man visade "hur ungdomar genom personligt engagemang kan försvara humanismens ideal i den kämpande stad som blivit en symbol för det mångkulturella Europa".